# روث دولورس وايس
روث دولورس وايس (بالعبرية: רות דולורס וייס‏) هي عازفة بيانو ومغنية مؤلفة ومغنية إسرائيلية، ولدت في 23 فبراير 1978 في عسقلان في إسرائيل.

## وصلات خارجية
- الموقع الرسمي
- روث دولورس وايس على موقع IMDb (الإنجليزية)
- روث دولورس وايس على موقع ميوزك برينز (الإنجليزية)
- روث دولورس وايس على موقع ديسكوغز (الإنجليزية)
- روث دولورس وايس على موقع قاعدة بيانات الفيلم (الإنجليزية)